# West Spur

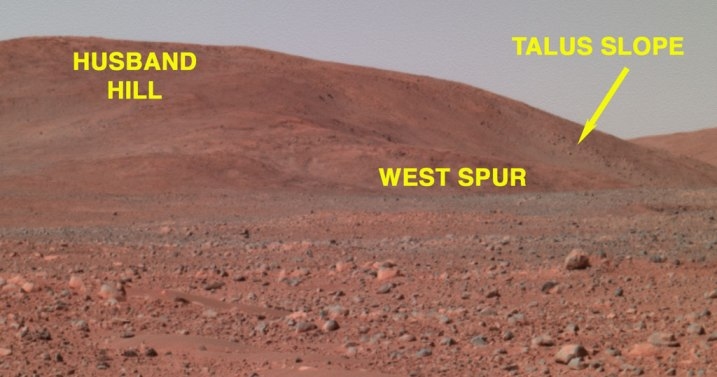
West Spur

West Spur é um pequeno morro de Marte ligado a Colina Husband, onde o veículo explorador geológico Spirit analisou diversas rochas entre elas a rocha denominada de Clovis. Esta rocha se destacou pelo tempo que o veículo gastou em analisá-la, pois era uma rocha macia e lisa, provavelmente uma rocha metamórfica que sofreu o ataque químico de algum fluido que passou naquele local.